# Småkroktjärnarna (Burträsks socken, Västerbotten)
Småkroktjärnarna är en sjö i Skellefteå kommun i Västerbotten och ingår i Rickleåns huvudavrinningsområde.